# Lothar Franz von Schönborn

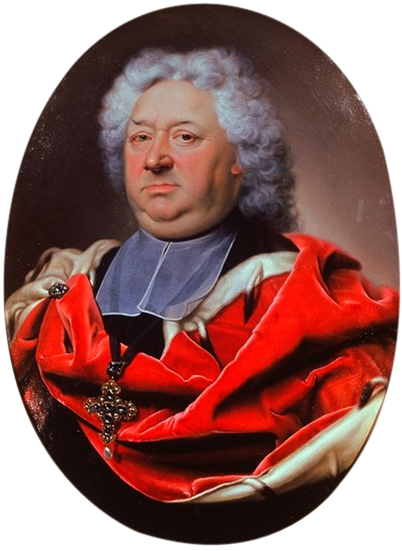
Lothar Franz von Schönborn, Bildnis von Christian Schilbach, 1715

Lothar Franz von Schönborn (* 4. Oktober 1655 in Steinheim am Main; † 30. Januar 1729 in Mainz) war Fürstbischof von Bamberg (1693–1729), Kurfürst und Erzbischof von Mainz (1695–1729).

## Familie
Er stammte aus dem Hause Schönborn. Seine Eltern waren der kurmainzische Amtmann Philipp Erwein von Schönborn (1607–1668), der einzige Bruder des Mainzer Kurfürsten und Erzbischofs Johann Philipp von Schönborn (1605–1673), und Maria Ursula, geb. Greiffenclau von Vollrads (1610–1682), eine Nichte des Mainzer Kurfürsterzbischofs Georg Friedrich von Greiffenklau (1573–1629).
Seine Neffen waren die (Fürst-)Bischöfe Johann Philipp Franz von Schönborn (1673–1724), Friedrich Carl von Schönborn (1674–1746), Kardinal Damian Hugo Philipp von Schönborn-Buchheim (1676–1743) und Franz Georg von Schönborn (1682–1756).

## Leben

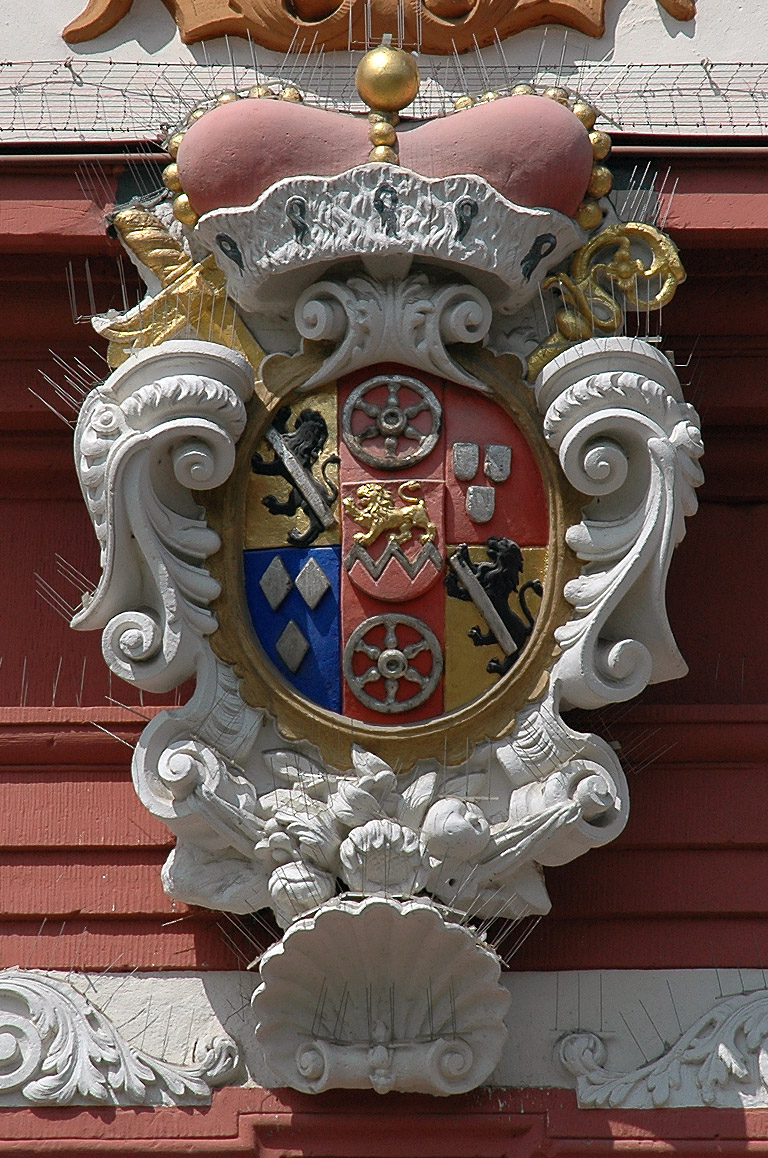
Kurfürstliches Wappen an der Kurmainzischen Statthalterei in Erfurt

Seine Ausbildung erhielt er am Jesuitenkolleg in Aschaffenburg. 1665 wurde Lothar Franz Domizellar in Würzburg, 1667 in Bamberg. Eine Dompräbende in Mainz erhielt er 1674. Er machte seine Kavalierstour durch Holland, Frankreich und Italien. Sein Biennium absolvierte er von 1673 bis 1675 in Wien. In dieser Zeit fand er auch zu einer im Grundsatz prokaiserlichen Haltung. Domherr in Bamberg wurde er 1681 und in Würzburg 1683. Für den Bischof von Bamberg war er in verschiedenen diplomatischen Missionen unterwegs und wurde zum Präsidenten der Hofkammer ernannt. Im Jahr 1689 wurde er Scholastikus und Kustos in Bamberg und Domherr zu Mainz. Noch als Domherr ließ er Schloss Gaibach seit 1694 kunstvoll ausgestalten (später ließ er auch für Schloss Seehof eine ansehnliche Gartenanlage hinzufügen).
Im Jahr 1693 wurde er zum Bamberger Bischof gewählt. Er wurde 1695 gegen die kaiserliche Empfehlung zum Kurfürsten von Mainz gewählt, nachdem er 1694 Koadjutor geworden war. Kurz nach der Wahl zum Bischof in Mainz erhielt er das erzbischöfliche Pallium und ließ sich zum Priester und Bischof weihen. Er war zwar persönlich durchaus fromm, beschränkte seine priesterliche Tätigkeit aber vor allem auf herausgehobene Ereignisse. Die von seinen Vorgängern begonnenen kirchlichen und liturgischen Reformen wurden in Schönborns Amtszeit fortgesetzt.
In seine Regierungszeit fiel das Verbot der Wahlkapitulationen durch Kaiser und Papst, von dem er für Mainz jedoch päpstlichen Dispens erlangte. Dennoch setzte sich Lothar Franz gelegentlich über Bestimmungen der Wahlkapitulationen hinweg und leistete sich bei Pfründen- und Ämterbesetzungen sowie Steuererhebungen Übergriffe auf Rechte des Mainzer Domkapitels.
Als Reichserzkanzler und Kurfürst ging es ihm um den Erhalt des Reiches und dessen Verteidigung. Auch verteidigte er die bestehenden Institutionen des Reiches gegen Veränderungen. Als Reichserzkanzler konnte er über seinen Neffen und Reichsvizekanzler Friedrich Karl von Schönborn-Buchheim einen gewissen Einfluss auf den Wiener Hof ausüben.
Schönborn spielte eine bedeutende Rolle bei den Kreisassoziationen der Vorderen Reichskreise sowohl im Zusammenhang mit dem Pfälzischen Erbfolgekrieg im Frankfurter Assoziationsrezess wie auch mit dem spanischen Erbfolgekrieg in der Nördlinger Assoziation. Im letzteren plädierte er anfangs für eine bewaffnete Neutralität der Assoziation, ehe er auf Seiten des Kaisers überging.
Er wirkte 1707 bei der Konversion von Prinzessin Elisabeth Christine von Braunschweig-Wolfenbüttel zum katholischen Glauben mit und traute sie mit Kaiser Karl VI. Die Krönung von Kaiser Karl VI. am 22. Dezember 1711 im Frankfurter Dom bildete den Höhepunkt im Wirken von Lothar Franz. Für seine Treue und die Ermöglichung der Krönung Karls erhielt er 100.000 Gulden, mit denen er 1711 den bis 1718 währenden Bau des riesigen, der später gebauten Würzburger Residenz ähnelnden, Schlosses Weißenstein am Rand des Dorfes Pommersfelden begann. Da er den Kaiser nicht nur gewählt und gekrönt, sondern auch fortgesetzt politisch unterstützt hatte, erhielt er 1726 als Dank zudem die Burg Palanok mit dem Gebiet um Mukatschewo und Tschynadijowo im Königreich Ungarn, einen der größten Besitze in Osteuropa, der aus 4 Städten und 200 Dörfern mit einer Gesamtfläche von 2.400 Quadratkilometern bestand; ein Jahr später, nach Lothar Franz’ Tod, fiel dieses ungarische Erbe an seinen Neffen Friedrich Karl von Schönborn-Buchheim und blieb bis ins 20. Jahrhundert im Besitz der Familie Schönborn.

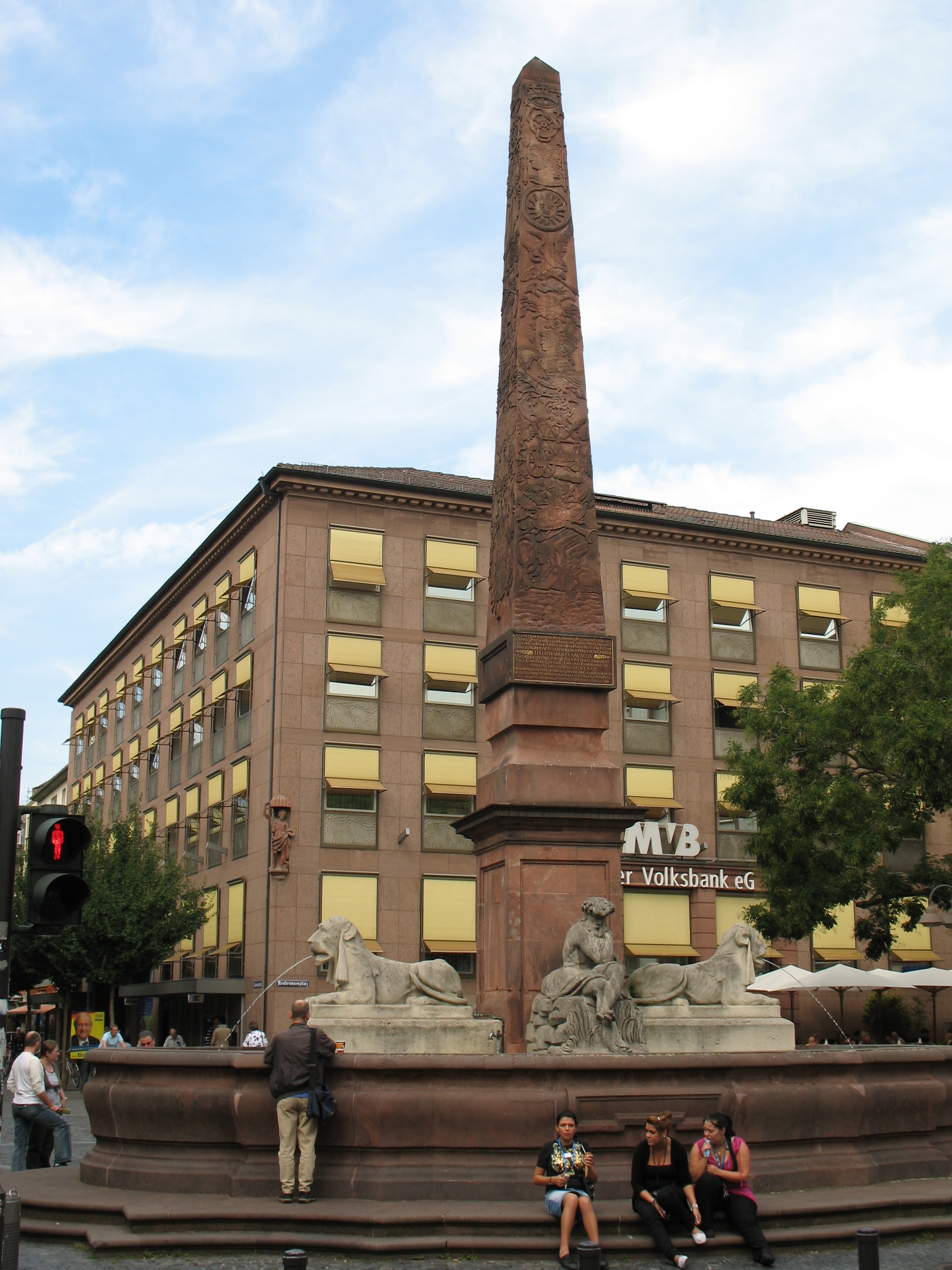
Neubrunnen in Mainz, errichtet 1726 unter Erzbischof Lothar Franz

Im Jahr 1710 kam es anlässlich der Koadjutorwahl zu einem größeren Konflikt mit dem Domkapitel. Aufgrund hauspolitischer Interessen wollte Lothar Franz einen Verwandten zum Koadjutor einsetzen lassen, um seinem Regierungssystem Stabilität zu verleihen. Das Domkapitel dagegen stellte seinen Domherren Franz Ludwig von Pfalz-Neuburg als Kandidaten auf und setzte dessen Wahl unter anderem mit päpstlicher Hilfe durch. Ansonsten richtete sich die Politik des Lothar Franz auf den Wiederaufbau des Kurstaates, der durch die Eroberungskriege Ludwigs XIV. gegen die Pfalz (1688–1697) und den Spanischen Erbfolgekrieg stark in Mitleidenschaft gezogen worden war. So wurde z. B. unter seiner Herrschaft 1726 der Mainzer Neubrunnen errichtet, mit welchem er den Bürgern des Bleichenviertels ein besseres Trinkwasser garantieren wollte.
Er beseitigte die Missstände in Verwaltung, Justiz und Finanzwesen durch Reformen, die zu einer strafferen Zentralisierung des Staates führten. Inwieweit Lothar Franz als absolutistischer Herrscher, speziell gegenüber dem Domkapitel zu bezeichnen ist, ist umstritten. Man sagt ihm nach, dass er aus hauspolitischen Gründen nicht absolutistisch regiert hätte, andere sehen ihn als machtvolle, dominante Persönlichkeit. Ihm folgten zwei für Mainz weniger bedeutungsvolle Kurfürsten.

## Bauten
Lothar Franz von Schönborn war, wie auch später seine Neffen, ein bedeutender Bauherr. Schon sein Onkel, Kurfürst-Erzbischof Johann Philipp (1605–1673), hatte nach dem Ende des Dreißigjährigen Krieges zwischen 1655 und 1675 die Festung Mainz mit 16 Bastionen, die einen sternförmigen Gürtel um die Stadt bildeten, und der Zitadelle Mainz als Kommandantur ausbauen lassen. Lothar Franz ließ während des Spanischen Erbfolgekrieges den Festungsbaumeister Johann Maximilian von Welsch einen zweiten Festungsring mit fünf weit vorgeschobenen Forts um die Stadt Mainz errichten (1710–1730). Welsch wurde auch mit dem Bau des Lustschlosses Favorite bei Mainz beauftragt (1700–1722) und erweiterte die Kurmainzische Statthalterei in Erfurt zu einer Vierflügelanlage (1713–1720), Johann Baptist Ferolski errichtete 1721 bis 1729 das Mainzer Rochusspital. 1721 bis 1728 wurde nach Plänen von Anselm Franz von Ritter zu Groenesteyn die Jägersburg (Eggolsheim) als Jagdschloss errichtet.
Vor allem aber wurden die Brüder Dientzenhofer zu Lothar Franz’ Hofarchitekten: Leonhard Dientzenhofer entwarf 1697 bis 1703 die Neue Residenz Bamberg sowie mehrere Klöster, Johann Dientzenhofer 1711 bis 1718 Schloss Weißenstein in Pommersfelden, letzteres als privaten Landsitz, der bis heute den Grafen Schönborn aus Wiesentheid gehört. Dort kann auch Lothar Franz’ Bibliothek besichtigt werden sowie die größte private Barockgemäldesammlung Deutschlands mit über 600 Exponaten, darunter Gemälde von van Dyck, Rubens, Brueghel, Giordano, Tizian, Artemisia Gentileschi und Dürer. Ab 1700 trieb Lothar Franz von Schönborn die Barockisierung Bambergs durch gezielte Steuervergünstigungen voran. Eine weitere Bibliothek ließ er im Schloss Gaybach einrichten unter anderem mit wertvollen Missale aus dem Kloster Rebdorf.

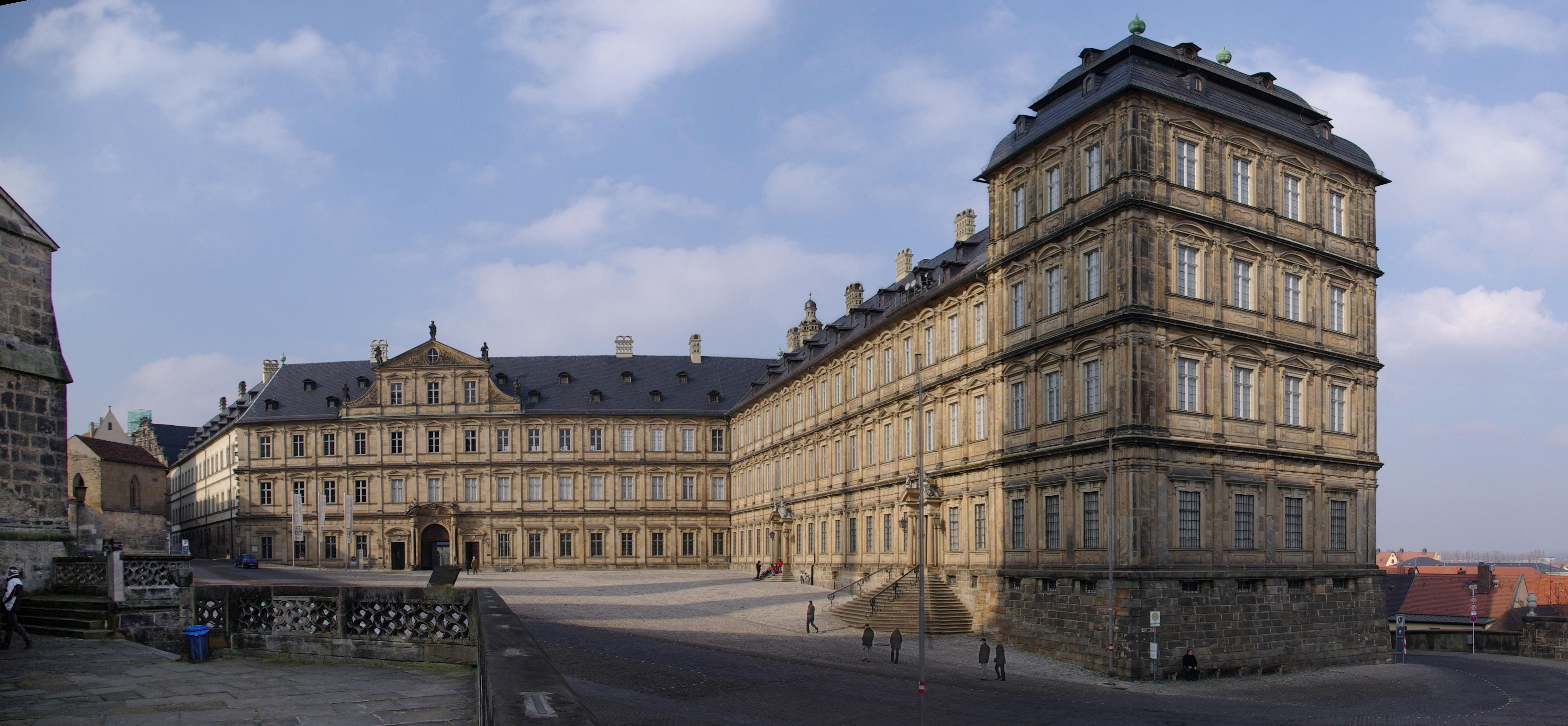
Neue Residenz (Bamberg), erbaut 1697–1703
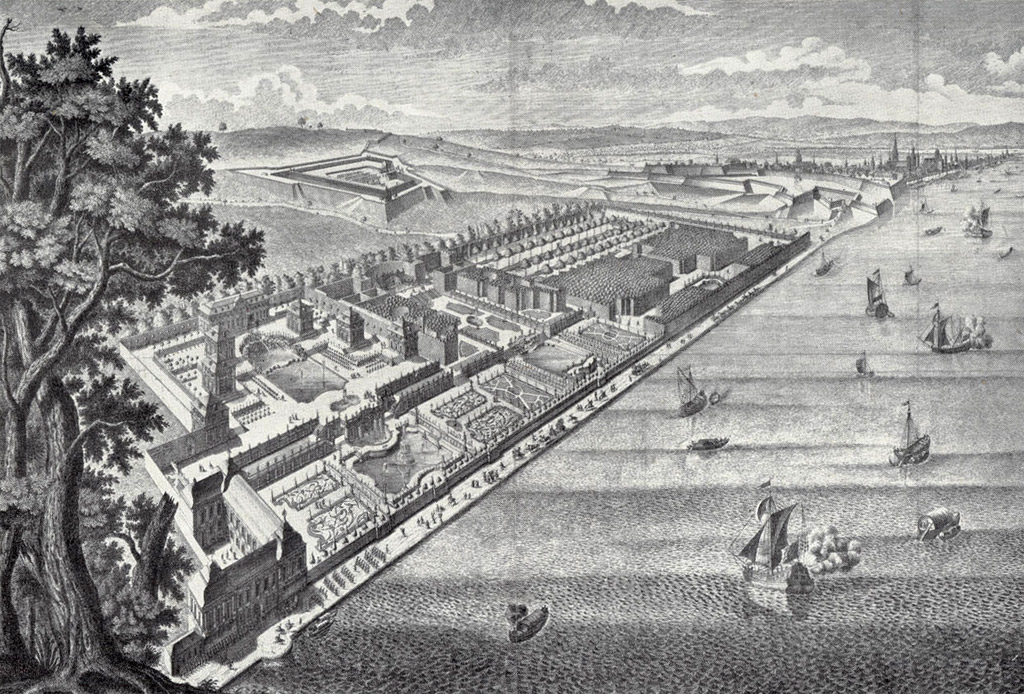
Lustschloss Favorite (Mainz), erbaut 1700–1722
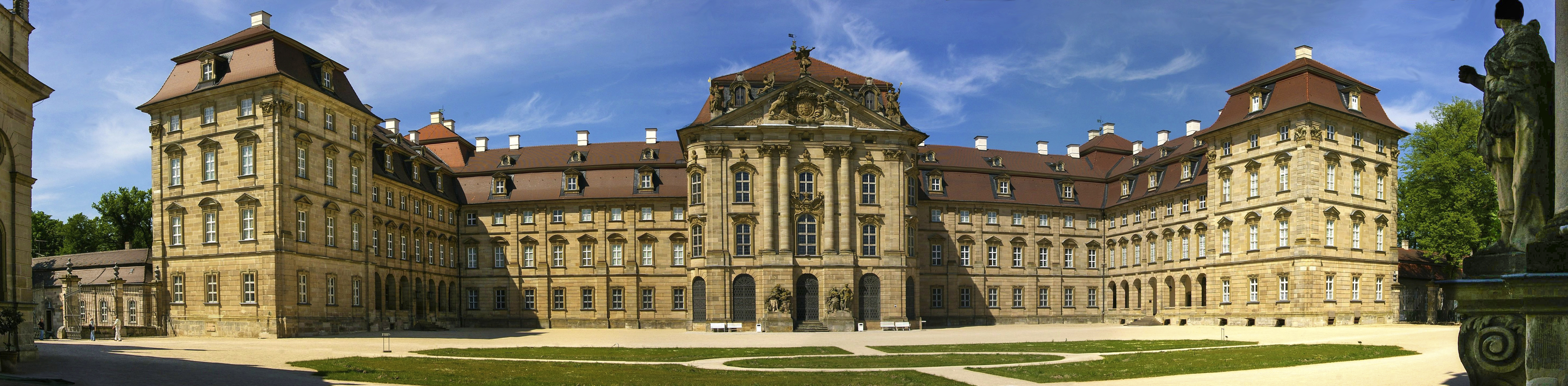
Schloss Weißenstein (Pommersfelden), erbaut 1711–1718
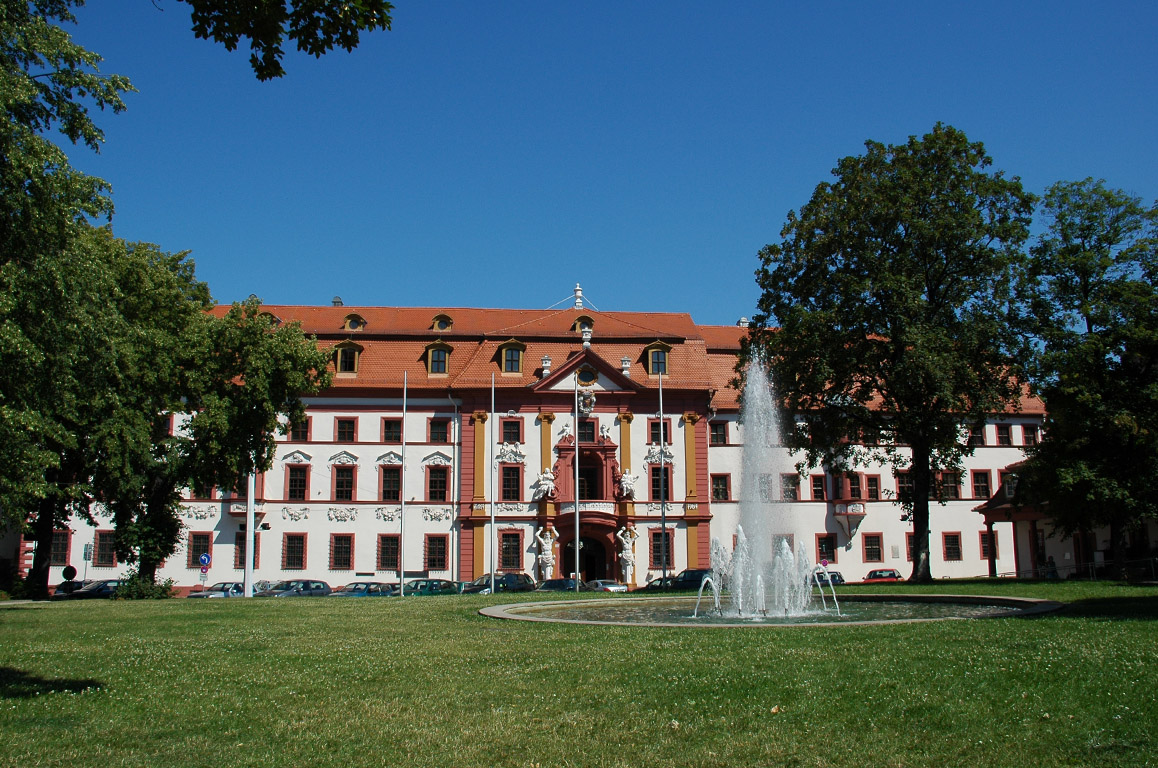
Kurmainzische Statthalterei in Erfurt, erweitert 1713–1720
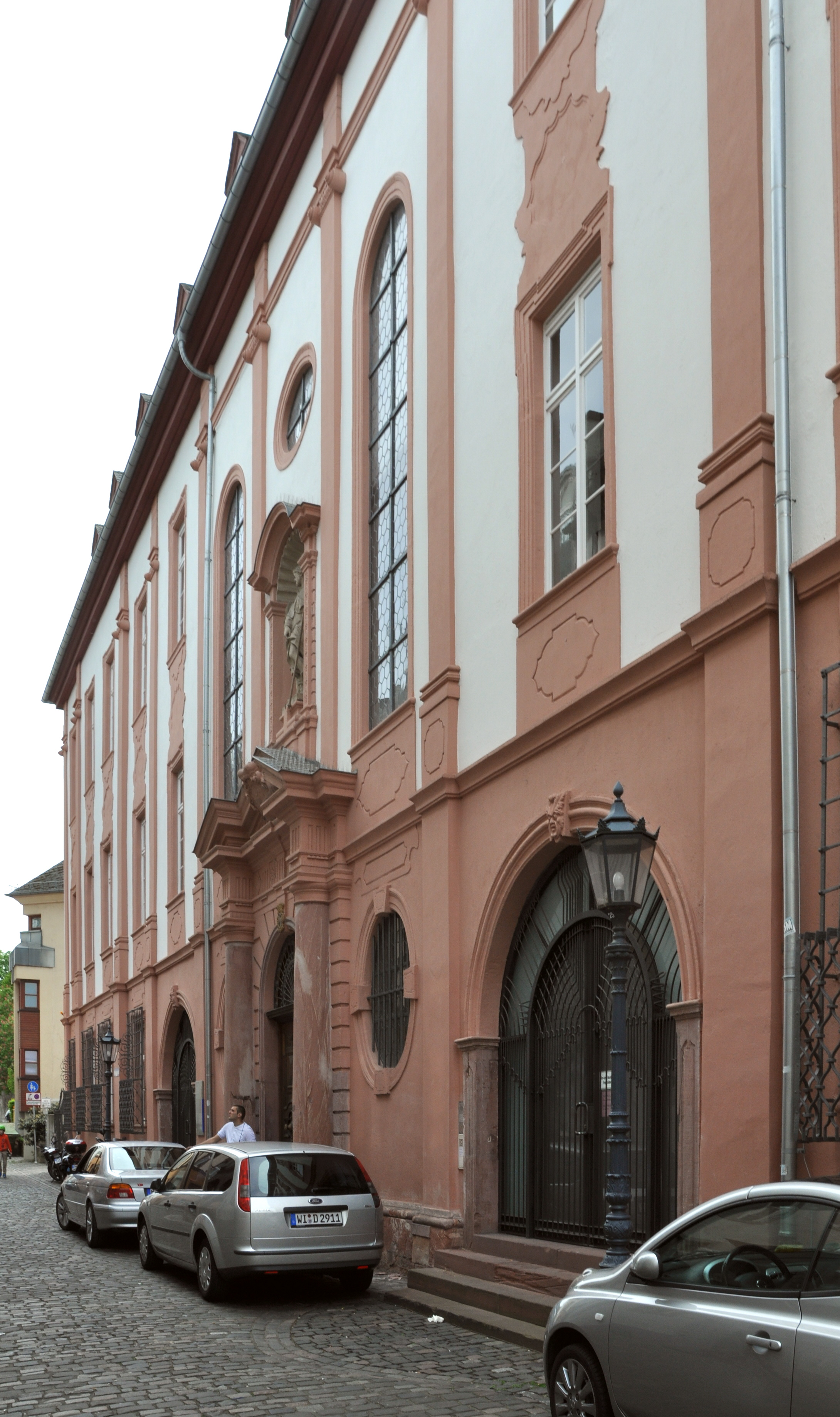
Mainzer Rochusspital, erbaut 1721–1729
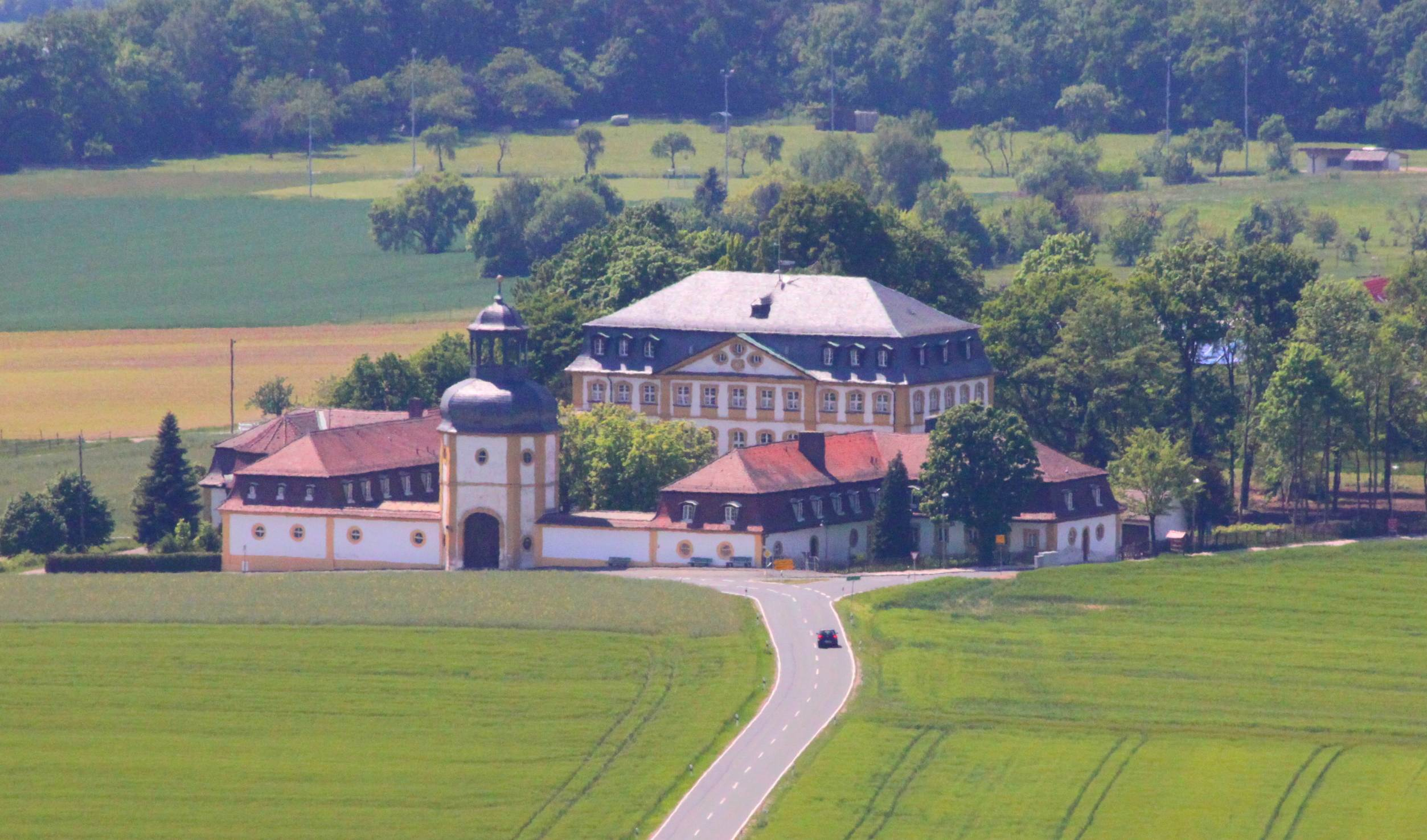
Jägersburg (Eggolsheim), erbaut 1721–1728

## Würdigungen
In Mainz-Altstadt wurde die Schönbornstraße nach ihm benannt. Auch in Bamberg gibt es eine gleichnamige Straße, die sowohl Lothar Franz, als auch seinem nach ihm regierenden Neffen Friedrich Karl von Schönborn-Buchheim gewidmet ist. In Hanau, Ortsteil Steinheim, wurde die Schönbornstraße nach der Familie Schönborn benannt.